# Franciscus Galletius
Franciscus Galletius of François Gallet was een Zuid-Nederlands componist aan het einde van de 16e eeuw.
Hij was afkomstig uit de streken ronden Bergen, aldus de opdruk op een van zijn werken, die zich bevindt in een verzameling meerstemmige hymnes uitgegeven door Johannes Bogardus in 1586. Zijn naam werd als "Francisco Galletio Montensi, Qvondaum insigni collegii divi Amati chori mvusici praefecto" vermeldt. Ook een latere uitgegeven bundel vermeldde zijn naam en werkzaamheden, vertaald als "Gewijde gezangen voor vijf, zes en meer stemmen, geschikt zowel voor allerlei instrumenten als voor de stem, door Franciscus Galletius uit Mons, eertijds zangmeester van het koor van de vermaarde collegiale van de goddelijke Amatus". Ook die bundel was uit gegeven door Bogardus in Douai/Dowaai.
De hymnes van Galletius werden in opdracht geschreven en uit die opdracht bleek dat hij gestudeerd heeft aan het Collège d'Anchin in Douai. Dit heeft mede gezorgd voor de tijdlijn in Galletius’ leven; het college was er pas in 1568. Uit dat gegeven werd een schatting gemaakt van zijn geboortejaar, rondom 1555. Bovendien werden stukken van hem gevonden in de Onze-Lieve-Vrouwekerk te Kortrijk. In de Acta Capituli aldaar vond men dat hij daar ook kanunnik is geweest. Galletius werkte er in stormachtige tijden. Filips II van Spanje had er in 1562 de Universiteit van Dowaai gesticht, later uitgroeiend tot een bolwerk binnen de contrareformatie. Bovendien koos Dowaai, door zich aan te sluiten bij de Unie van Atrecht, de zijde van Spanje in de Tachtigjarige Oorlog. De collegiale kerk van Sint-Amatus was verbonden met die universiteit, de provoost van Sint-Amatus was ook kanselier van de universiteit.
Een deel van zijn hymnes is opgedragen aan de abt van Vicoigne; hij zou de studie van Galletius aan Sint-Amatus mogelijk hebben gemaakt. De tweede bundel was opgedragen aan Robert de Melun, een edele die zich in eerste instantie via de Pacificatie van Gent had aangesloten bij de Nederlanden, maar vervolgens overliep naar de malcontenten en meestreed aan de zijde van het Spaanse leger bij het Beleg van Antwerpen en daarbij omkwam. Een ander werk kwam tot stand dankzij edelman Antoine de Blondel, afstammeling van een gouverneur van Doornik. Gallatius was een bewonderaar van Orlando di Lasso ("noch de tijd, noch de vergetelheid zullen de nalatenschap van dit geniaal talent vernietigen, omwille van de bewonderenswaardige zinnenstrelende klanken en de uitzonderlijke verscheidenheid", aldus Galletius”).